# Gaspard Le Roux
Pour les articles homonymes, voir Le Roux.
Gaspard Le Roux est un compositeur, claveciniste et organiste français de la période baroque actif à Paris à la fin du XVIIe siècle au début du XVIIIe siècle ; il serait né vers 1660 et mort au plus tard en juin 1707. 

## Biographie
On ne sait rien sur la vie de Gaspard Le Roux ; en dehors de son œuvre, il n'est mentionné que par quelques citations dont une dans une liste de professeurs réputés à Paris. Il devrait ce relatif anonymat au fait qu'il ne faisait pas partie de la cour de Versailles, mais son identité réelle, à supposer que ce fût un pseudonyme, a donné lieu à bien des hypothèses auprès des clavecinistes d'aujourd'hui. Ainsi, Christophe Rousset, dans le livret de son enregistrement pour l'Oiseau-Lyre, avance les noms de Marin Marais et celui de Philippe d'Orléans (futur régent). Iákovos Pappás, dans le livret de son enregistrement pour Arkadia, penche pour d'Anglebert fils. Enfin, Pascal Tufféry, dans un article rédigé pour le site de Clavecin-en-France, soutient que l'hypothèse la plus vraisemblable est que les pièces signées Gaspard Le Roux furent en réalité composées par Michel-Richard Delalande, et que certaines ont pu bénéficier de la collaboration éclairée de son souverain, Louis XIV.

## Son œuvre
Il a publié un recueil de sept suites pour un ou deux clavecins paru en 1705. Gaspard Le Roux précise en préambule que ces œuvres peuvent être jouées sur d'autres instruments avec basse continue; il donne même une contrepartie pour l'exécution à deux clavecins ou en trio de ces pièces. Cette œuvre s'inscrit dans la tradition française entre celles de D'Anglebert et de Couperin. Elle est peu importante quantitativement, mais très originale. 
On a toujours noté la similitude du thème d'une gigue en la majeur de Le Roux et du prélude de la suite anglaise de même tonalité de Jean-Sébastien Bach. Ce dernier pourrait donc l'avoir emprunté à Le Roux (les suites anglaises étant de composition plus tardive) à moins que les deux ne l'aient adapté de Charles Dieupart, musicien français émigré à Londres qui le publie en 1701.

## Discographie
- Gaspard Le Roux : Concerts pour deux dessus avec la basse continue, Olivier Baumont, clavecin, Ensemble Variation CD ADDA report Accord, 1990.
- Gaspard Le Roux : Suite pour deux clavecins, William Christie et Arthur Haas. CD Harmonia Mundi, 1990.
- Gaspard Le Roux : Pièces de clavessin. Iákovos Pappás et Pascal Baylac, NAR Classical, 1993.
- Gaspard Le Roux : Suites pour Clavessin. Huguette Grémy-Chauliac. VLS distribution, 1994.
- Gaspard Le Roux : Pièces de clavecin. Christophe Rousset, CD Decca L’Oiseau-Lyre, 1995.
- Gaspard Le Roux : Pièces pour deux clavecins. Mitzi Meyerson et Lisa Crawford. CD Harmonia Mundi, 1998.
- Gaspard Le Roux : Pièces de clavessin. Bibiane Lapointe et Thierry Maeder, clavecins, CD Pierre Verany PV706051, 2006.
- Gaspard Le Roux : "Conversation" "Suites pour deux clavecins" William Christie, Justin Taylor HAF8905337 2024

## Partitions
- IMSLP Fac-similé de l'édition originale et gravures modernes des pièces de clavecin.
- L'édition la plus récente vient d'être faite par Jon Baxendale: http://gaspardleroux.com/